# Joyce (Luisiana)
Joyce es un lugar designado por el censo ubicado en la parroquia de Winn en el estado estadounidense de Luisiana. En el Censo de 2010 tenía una población de 384 habitantes y una densidad poblacional de 50,69 personas por km².

## Geografía
Joyce se encuentra ubicado en las coordenadas 31°56′5″N 92°35′6″O / 31.93472, -92.58500. Según la Oficina del Censo de los Estados Unidos, Joyce tiene una superficie total de 7.58 km², de la cual 7.58 km² corresponden a tierra firme y (0%) 0 km² es agua.

## Demografía
Según el censo de 2010, había 384 personas residiendo en Joyce. La densidad de población era de 50,69 hab./km². De los 384 habitantes, Joyce estaba compuesto por el 96.09% blancos, el 3.13% eran afroamericanos, el 0% eran amerindios, el 0.52% eran asiáticos, el 0% eran isleños del Pacífico, el 0% eran de otras razas y el 0.26% pertenecían a dos o más razas. Del total de la población el 0.26% eran hispanos o latinos de cualquier raza.